# Први злочини над Србима у Босни и Херцеговини (1991—1992)
Први злочини над Србима у Босни и Херцеговини, извршени током 1991. и почетком 1992. године, десили су се прије почетка ратних сукоба већег обима, односно прије избијања рата у Босни и Херцеговини у прољеће 1992. године.

## Злочини прије рата
Први злочини, над српским становништвом, по досадашњим сазнањима, на територији коју је обухватала Социјалистичка Република Босна и Херцеговина која је тада још била у саставу Југославије и без ратних дејстава на њеној територији, забиљежени су у љето и јесен 1991. године, а затим и почетком 1992. године. Чињенице о овоме упозоравају на посебно посматрање оваквих догађаја и на потребу посматрања сукоба у ратовима за Југословенско насљеђе у цјелини.

## Биографије жртава
Прва жртва злочина, била је Анка Зец рођена Васић. Рођена је 15. јула 1934. године у мјесту Двориште од оца Васић Симе и мајке Стоје у Босанској Дубици. Била је удата за Зец Савана. Убијена је 13. септембра 1991. године око 13 часова у општини Босанска Дубица приликом гранатирања са територије Хрватске.
У мјесту Горњи Клакар 16. септембра 1991. године, у општини Босански Брод, око 7 часова и 30 минута, гранатом испаљеном са територије Хрватске, убијен је Војислав Горановић.
Војислав Горановић рођен је 19. фебруара 1950. године. У времену убиства био је технички директор предузећа „Грамат”. На мјесту убиства данас постоји спомен плоча која је постављена 2014. године, а једна улица у Броду носи његово име, док друга носи име „16. септембра”.

## Први масовни злочини
Преливање сукоба са територије Хрватске донијело је и прве масовне злочине. Један од првих масовних злочина на територији Босне и Херцеговине је злочин у мјесту Сијековац, гдје је у нападу хрватских формација убијено, у тродневном нападу који је почео 26. марта, 56 цивила српске националности. Сљедећи велики масовни злочини у селу Доњи Малован и још неколико села у општини Купрес, које су напале хрватске снаге. У овим дешавањима  од 3. до 10. априла 1992. године убијено је 59, рањено 6 и заробљено 75 Срба. Заробљени су одвођени у више логора у БиХ и Хрватској а неки и у логор Лора у Сплиту. Судбина једног броја жртава ни до данас није позната.

## Први злочини у Сарајеву
У Сарајеву је 1. марта 1992. године приликом свадбе убијен младожењин отац Никола Гардовић, а рањен свештеник Раденко Миковић. После овог догађаја Срби су први пут изашли на барикаде у граду Сарајеву. Међу првим жртвама рата у Сарајеву је и Србин, полицајац Перо Петровић који је убијен у полицијској станици Ново Сарајево од стране криминалаца, припадника Зелених беретки у ноћи између 4. и 5. априла априла 1992 године. Сви ови догађаји означили су почетак несигурности а затим и сукоба како у Сарајеву, тако и у осталим крајевима земље.